# Langpootbodemzakspin
De Langpootbodemzakspin (Scotina gracilipes) is een spinnensoort in de taxonomische indeling van de bodemzakspinnen (Liocranidae). De spin leeft op de bodem en maakt geen web. Het dier komt uit het geslacht Scotina. Scotina gracilipes werd in 1859 beschreven door Blackwall.